# Lista nagród astronomicznych
Poniższa lista przedstawia nagrody przyznawane astronomom – zarówno te wyłącznie dla nich, jak i nagrody dla uczonych różnych dyscyplin.
| nagroda                                                           | pierwsze rozdanie | osoba upamiętniona nazwą |
| ----------------------------------------------------------------- | ----------------- | ------------------------ |
| Medal Copleya                                                     | 1731              | Godfrey Copley           |
| XIX wiek                                                          |                   |                          |
| Złoty Medal Królewskiego Towarzystwa Astronomicznego              | 1824              |                          |
| Royal Medal                                                       | 1826              |                          |
| Nagroda Naukowa im. Mikołaja Kopernika w dziedzinie astronomii    | 1873              | Mikołaj Kopernik         |
| Medal Henry’ego Drapera                                           | 1886              | Henry Draper             |
| Medal Jamesa Craiga Watsona                                       | 1887              | James Craig Watson       |
| Medal Jackson-Gwilt                                               | 1897              |                          |
| Prix Jules-Janssen                                                | 1897              | Pierre Janssen           |
| Medal Bruce                                                       | 1898              | Catherine Wolfe Bruce    |
| XX wiek                                                           |                   |                          |
| Nagroda Nobla w dziedzinie fizyki                                 | 1901              | Alfred Nobel             |
| Annie J. Cannon Award in Astronomy                                | 1934              | Annie Jump Cannon        |
| Henry Norris Russell Lectureship                                  | 1946              | Henry Norris Russell     |
| Medal Eddingtona                                                  | 1953              | Arthur Stanley Eddington |
| Helen B. Warner Prize for Astronomy                               | 1954              | Helen B. Warner          |
| Nagroda Młodych PTA                                               | 1959              |                          |
| Medal Karla Schwarzschilda                                        | 1959              | Karl Schwarzschild       |
| Nagroda Balzana                                                   | 1961              | Eugenio Balzan           |
| Medal Mariana Smoluchowskiego                                     | 1965              | Marian Smoluchowski      |
| Petrie Prize Lecture                                              | 1970              |                          |
| Medal Chapmana                                                    | 1973              | Sydney Chapman           |
| Newton Lacy Pierce Prize in Astronomy                             | 1974              | Newton Lacy Pierce       |
| Medal Herschela                                                   | 1974              | William Herschel         |
| Nagroda Doroty Klumpke-Roberts                                    | 1974              | Dorothea Klumpke         |
| Dannie Heineman Prize for Astrophysics                            | 1980              | Dannie Heineman          |
| Nagroda Crafoorda w dziedzinie astronomii                         | 1982              | Holger Crafoord          |
| Nagroda imienia Włodzimierza Zonna                                | 1983              | Włodzimierz Zonn         |
| Nagroda Fundacji na rzecz Nauki Polskiej w obszarze nauk ścisłych | 1992              |                          |
| XXI wiek                                                          |                   |                          |
| Nagroda Shawa w dziedzinie astronomii                             | 2004              | Run Run Shaw             |
| Nagroda Fizyki Fundamentalnej                                     | 2012              |                          |
| Medal Bohdana Paczyńskiego                                        | 2013              | Bohdan Paczyński         |